# Павлоково (Кирилловский район)
Павлоково — деревня в Кирилловском районе Вологодской области.
Входит в состав Талицкого сельского поселения, с точки зрения административно-территориального деления — в Колкачский сельсовет.
Расстояние до районного центра Кириллова по автодороге — 46,4 км, до центра муниципального образования Талиц по прямой — 13 км. Ближайшие населённые пункты — Юркино, Семково, Охремково, Погорелка, Игнатьево.
По переписи 2002 года население — 13 человек.